# 哈里·谢顿
哈里·谢顿是艾萨克·阿西莫夫基地系列小说中的一个虚构的偉人，他憑一人之力,把心理史學從一堆假設發展成一門精密的學術體系，自創數學公式用在人類世界中，不僅預知了未來，又改變未來，他是偉人中的偉人、最聰明、最智慧、最強的，虽出场不多，但却是最重要的人物。GE(银河纪元)11988-12069年，FE(基地纪元)-79-1年

。在川陀的斯璀璘大学担任数学教授期间，他创立了能够以概率方式预测未来的心理史学。根据他的学说，银河帝国最终会瓦解崩溃，因此他得到了“乌鸦嘴谢顿”的绰号。
在基地系列的前五本小说中（《基地》《基地与帝国》《第二基地》《基地边缘》《基地与地球》），哈里·谢顿仅亲自出现过一次（《基地》第一章），但每当谢顿危机发生，他会谢顿穹窿中的全息信息中现身。阿西莫夫按照时间顺序写完上述五本小说后，又回过头撰写前传，交代清楚小说情节的开端。《基地前奏》和《基地締造者》详细的讲述了哈里·谢顿的生平。哈里·谢顿同时也是“第二基地三部曲”的中心人物。“第二基地三部曲”是指阿西莫夫去世后，由他人授权在原有虚构框架内续写的基地系列小说，包括《基地的恐惧》《基地与混沌》《基地凯旋》

，主要情节设定在两部前传之间。

## 生平
哈里·谢顿生于银河纪元11988年10月，卒于12069年（同年亦是基地元年）。谢顿的故乡为大角星区的赫利肯星，父母为中产阶级平民，父亲是水耕区的烟草种植业者。
他自幼显露出惊人的数学天分，在赫利肯星(Helicon)学习过武术，后来在川陀时帮助很大。

### 逃亡期
在32歲時，於「十載會議」中發表了關於心理史學的一篇論文，而開始受到帝國皇帝克里昂一世與其宰相丹莫刺爾的關注。當時的哈里·謝頓尚未認真看待自己所創的心理史學，但記者夫銘卻認為這門新學問能阻止銀河帝國滅亡，於是協助謝頓逃離政府的掌控。
在逃離過程中，謝頓結識了後來成為其妻與養子的鐸絲·凡納比、芮奇以及後來成為其合作夥伴的雨果·阿馬瑞爾。